# Francisco Pizarro (Fußballspieler, 1989)
Francisco Javier Pizarro Cartes (* 10. Mai 1989 in Osorno) ist ein ehemaliger chilenischer Fußballspieler. Der Stürmer bestritt drei Länderspiele für die chilenische Fußballnationalmannschaft und gewann auf Vereinsebene zwei Meisterschaften.

## Karriere

### Verein
Francisco Pizarro begann seine Karriere 2008 bei Universidad Católica, wo er bereits als Neunjähriger in die Jugendabteilung gekommen war. Mit Universidad Católica gewann er die Meisterschaft 2010 und die Copa Chile 2011. Im Jahr 2013 wurde er erst an den CD Cobreloa und dann an den CD O’Higgins verliehen. Mit O’Higgins gewann er seinen zweiten Meistertitel in der Apertura 2013. Nach Stationen beim AC Barnechea und Unión La Calera sammelte der Offensivakteur im Oman bei Oman Club und in Mexikos zweiter Liga bei den Potros de la UAEM Auslandserfahrung. Seine letzten Karrierejahre verbrachter Pizarro zurück in Chile bei Santiago Morning in der zweiten und bei Deportes Colchagua in der dritten Liga.

### Nationalmannschaft
Im September 2008 debütierte Pizarro beim Freundschaftsspiel gegen Mexiko, als er kurz vor Spielende für Fabián Orellana eingewechselt wurde. Im Mai 2010 und im Februar 2012 wurde er bei zwei weiteren Freundschaftsspielen eingewechselt.
Zuvor hatte er bereits mit der U20-Nationalmannschaft bei der U20-Südamerikameisterschaft 2009 in Venezuela gespielt, bei der das Team nach der Gruppenphase ausschied.

## Erfolge
Universidad Católica
- Chilenischer Meister: 2010
- Chilenischer Pokalsieger: 2011

O’Higgins
- Chilenischer Meister: 2013/14-A